# Institución Educativa Académico

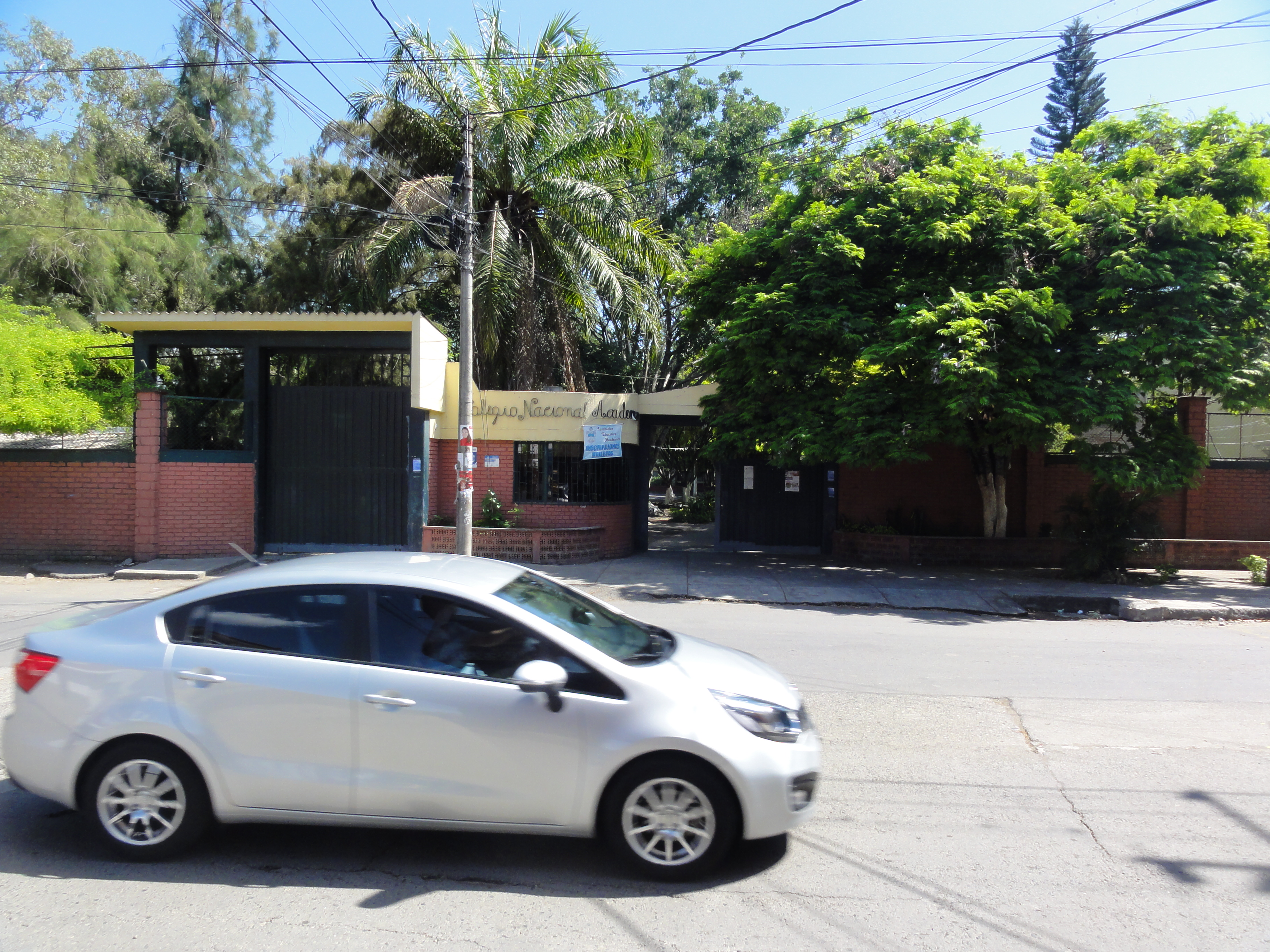
Sede principal del Académico de Cartago.

La Institución Educativa Académico o Académico de Cartago,  es un establecimiento educativo público ubicado en la ciudad de Cartago, Valle del Cauca, Colombia. La institución ofrece estudios en el ciclo preescolar y en los ciclos básicos de primaria y de secundaria.
Otros nombres que ha tenido el centro educativo desde su fundación, son: Casa de Educación Secundaria, Colegio Académico, Liceo del Quindío, Colegio Nacional Académico e Institución Educativa Académico.

## Localización
La sede principal de la Institución Educativa Académico, está ubicada en la carrera 11 con calle 15, en Cartago, Valle del Cauca, Colombia.
Planos y vistas satelitales.4°44′32.9″N 75°55′03.6″O / 4.742472, -75.917667
En la sede principal funciona el Colegio Nacional Académico con tres jornadas académicas en la mañana desde grado cero hasta once, en la tarde desde grado cero hasta once y en la noche desde CLEI III hasta CLEI VI (Ciclos Lectivos Especiales Integrados), y además tiene como sede anexa al centro docente Emperatriz Bueno, ubicado en el barrio San Jerónimo, donde funcionan desde grado cero hasta quinto primaria en dos jornadas; con una población estudiantil que fluctúa entre 2010 y 2600, que comprende niños, jóvenes y adultos.

## Historia

### Antecedentes
El General  Francisco de Paula Santander, tuvo como principal preocupación la educación pública y para fortalecerla, creó los llamados Colegios Santanderinos, dedicados no sólo a la educación media, sino también a la universitaria. Los colegios fueron creados con un espíritu liberal y laicista, durante los años 20 y 30 del siglo XIX.  Muchos de los Colegios Santanderinos creados en ese entonces, existen en la actualidad.

### Fundación del Colegio Académico
Funda el establecimiento mediante el Decreto del 5 de septiembre de 1839, el Presidente de la República de la Nueva Granada,  José Ignacio de Márquez,  en línea con el pensamiento del General Santander, sustituyéndose al “Convento de regulares de la orden de San Francisco”, y además se utilizó las instalaciones físicas de este convento,  para iniciar su funcionamiento allí. El colegio, hace parte de los denominados Colegios Santanderinos fundados por Santander (fundador de la Educación Pública en el país) o en base al pensamiento de él. 

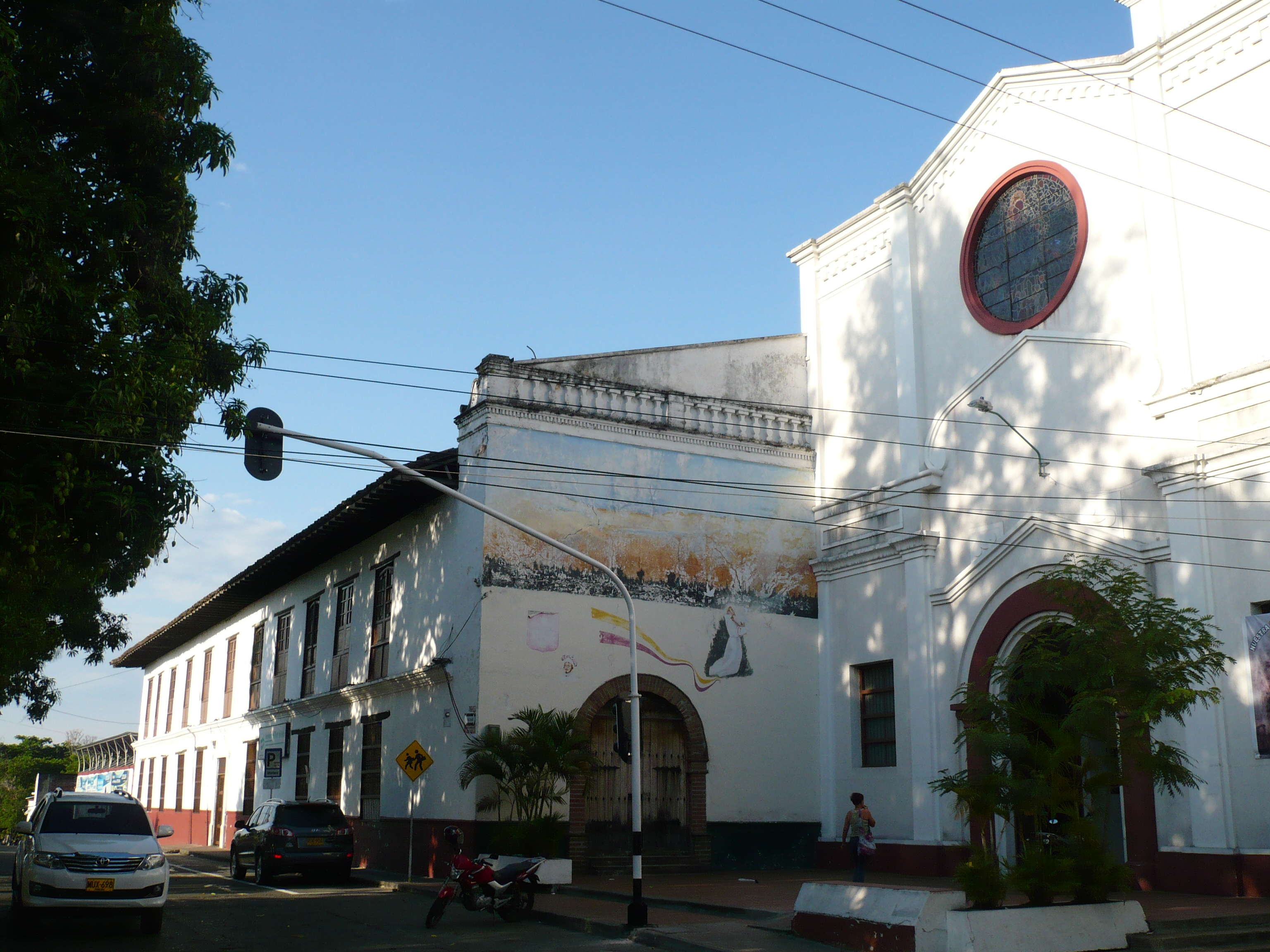
Primera edificación del Colegio Académico, en donde anterior a él, funcionó el Convento de San Francisco y posterior a él, funciona Cotecnova.

### Eventos destacables
La Casa de Educación, inició su funcionamiento en su parte administrativa en 1.839, como primer rector fue designado José Vicente López Mazuera y como profesores el Fray José María Saldaña y Timoteo Duarte, y a finales de ese año, era secretario del establecimiento, Francisco Antonio Abadía Buenaventura.
En 1841, Nicolás Buenaventura de Herrera y Vergara era el catedrático de química y Gabriel Ambrosio de la Roche de la Verrie era el catedrático de mineralogía,  y se desempeñaba como capellán José Ramón Durán.
En 1847, el centro tenía 51 alumnos en la Facultad de literatura y filosofía, y de 1851 a 1870 se dictó la cátedra de jurisprudencia, y el título obtenido era el de Licenciado. 
En 1854 el plantel fue tomado como cuartel de los rebelados contra el orden constitucional. En el año de 1859, por primera vez, aparece en comunicaciones oficiales el nombre de Colegio Académico. Durante la Guerra de los Mil Días, el colegio fue convertido en cuartel.
En 1887, el colegio, por tener carácter de establecimiento público, entró a formar parte de la Universidad Nacional, y los textos empleados en el plantel, procedían de esa universidad.
En 1897, el centro educativo cambió su nombre y se le denominó Liceo del Quindío y en 1915 recuperó su calidad de Colegio Académico. En 1918 se concedió al colegio la facultad de expedir diplomas de bachiller en filosofía y letras.
En 1938, se solicitó al ministerio la nacionalización de este colegio y fue anunciada en marzo de 1939, y entró en vigencia el 1 de octubre del mismo año, pasándose a llamar Colegio Nacional Académico.

### Nueva sede
En 1970, la institución se trasladó a una nueva instalación, construida para albergar el plantel y se abandonó la edificación del antiguo convento de San Francisco.  Esa nueva sede, continúa siendo la planta física actual del Colegio Nacional Académico.

### Fusión de establecimientos
En 2002, sobre la base de la Ley 715 de ese mismo año, que en su artículo 9, ordena la fusión de los establecimientos educativos a nivel nacional, y mediante la Resolución n.º 1664 del 3 de septiembre de 2002, emanada de la Secretaría de Educación del departamento del Valle del Cauca, se crea la Institución Educativa Académico como sede principal y como sede anexa el centro docente Emperatriz Bueno.

## Los Colegios Santanderinos

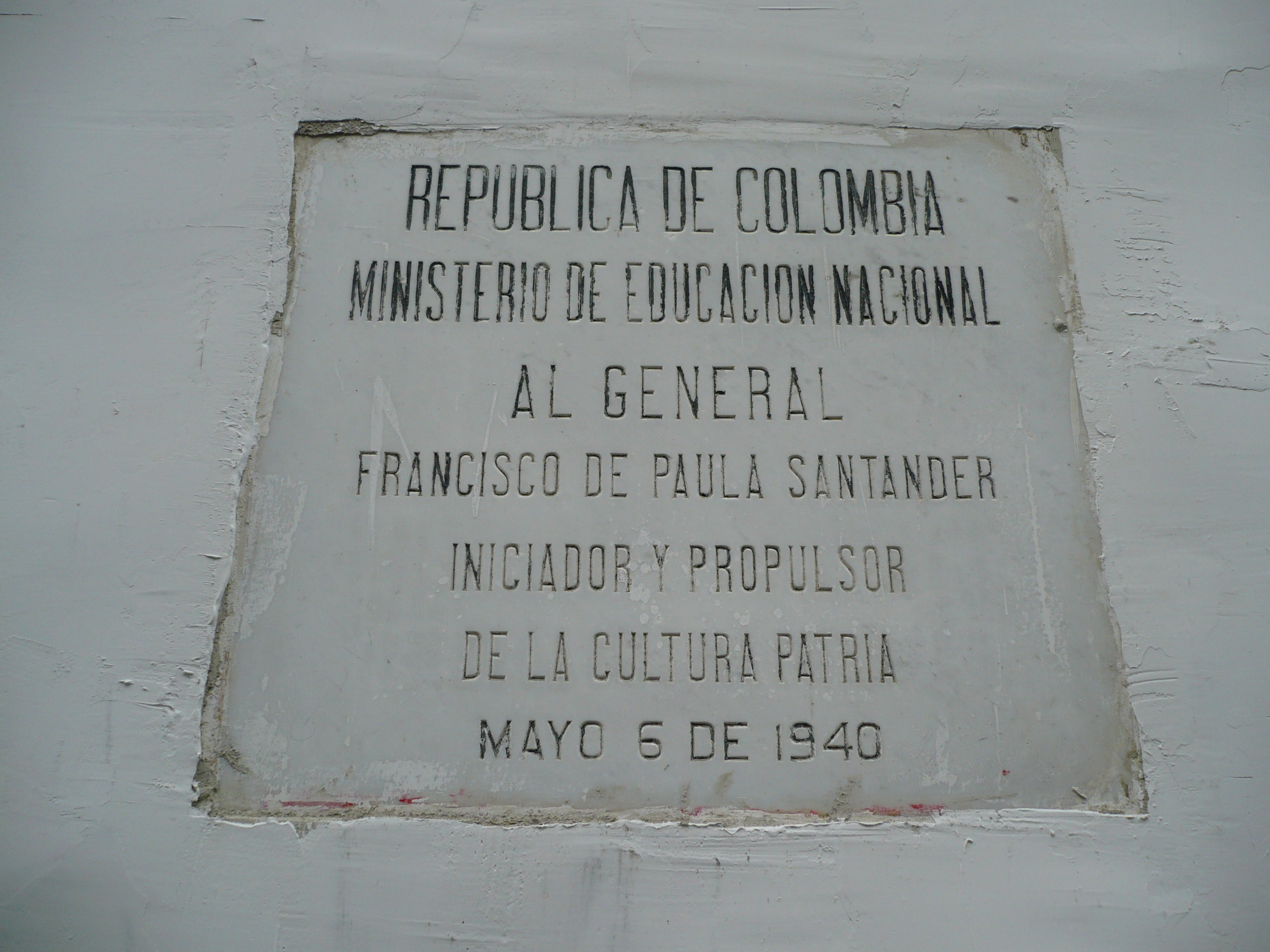
Placa del 6 de mayo de 1940, dedicada al General Francisco de Paula Santander, iniciador y propulsor de la cultura Patria. Ubicada en la primera edificación que utilizó el Colegio Académico de Cartago.

Con la nueva filosofía republicana del siglo XIX en Colombia, se crearon los llamados Colegios Santanderinos, como instituciones de carácter oficial, republicana, con grandes facilidades para el estudio de las mayorías, y en especial de las personas de escasos recursos, que no tenían acceso a los estudios de educación media y universitaria, en ese entonces. Sobre la base de esa filosofía, se crearon los siguientes Colegios Santanderinos:
- Colegio de Boyacá, en Tunja, fundado el 17 de mayo del año 1822.
- Colegio de Antioquia, en Medellín, fundado el 9 de octubre del año 1822.
- Colegio de San Simón, en Ibagué, fundado el 21 de diciembre del año 1822.
- Colegio de Santa Librada, en Cali, fundado el 29 de enero de 1823.
- Casa de Educación de Pamplona. Creada el 5 de marzo de 1823.
- Casa de Educación de Valencia. Fundada en Valencia (Venezuela), el 15 de abril de 1823
- Casa de Educación de Trujillo. Fundada en Trujillo (Venezuela), el 3 de junio de 1823.
- Casa de Educación de Tocuyo. Creada en El Tocuyo (Venezuela), el 10 de septiembre de 1823.
- Colegio del Istmo de Panamá. Creado en Panamá el 6 de octubre de 1823.
- Colegio de Ocaña. Creado en Ocaña el 17 de mayo de 1824.
- Colegio de Santa Marta. Creado el 24 de mayo de 1824.
- Colegio de San José de Guanentá. Creado en San Gil, el 22 de mayo de 1824.
- Casa de Educación de Vélez. Fundada el 7 de julio de 1824, (Colegio Universitario de Vélez).
- Colegio de Guayana. Fundado en Santo Tomás de Angostura, hoy Ciudad Bolívar (Venezuela), el 27 de octubre de 1824.
- Colegio de Cumaná. Fundado en la ciudad de Cumaná (Venezuela), el 27 de octubre de 1824.
- Colegio de Cartagena de Colombia. Creado en Cartagena el 8 de noviembre de 1824.
- Casa de Educación de Guanare. Fundada en Guanare (Venezuela), el 16 de mayo de 1825.
- Colegio del Socorro. Fundado en la Villa del Socorro el 15 de enero de 1826
- Casa de Estudios de Jesús, María y José. Aprobado por Santander en Chiquinquirá, el 24 de febrero de 1827.
- Colegio de Pasto. Creado en la ciudad de Pasto, el 2 de junio de 1827.
- Colegio de Imbabura. Fundado por Bolívar en Ibarra (Ecuador), el 16 de febrero de 1828.
- Colegio de Mompós. Fundado por Bolívar el 11 de enero de 1830, sobre el antiguo colegio colonial.
- Colegio de la Merced de Bogotá. Fundado por el presidente Márquez el 30 de mayo de 1832, para la educación de las mujeres.
- Colegio de Santa Librada de Neiva. Creado por el presidente Márquez, el 23 de mayo de 1837.
- Colegio Académico de Cartago. Fundado por el presidente Márquez, el 5 de septiembre de 1839.